# چارلی مک‌گیبون
چارلی مک‌گیبون (انگلیسی: Charlie McGibbon; ۲۱ آوریل ۱۸۸۰ – ۲ مهٔ ۱۹۵۴) بازیکن فوتبال اهل بریتانیا بود.
از باشگاه‌هایی که در آن بازی کرده‌است می‌توان به باشگاه فوتبال آرسنال، باشگاه فوتبال کریستال پالاس، باشگاه فوتبال رویال انجینیرز، باشگاه فوتبال گیلینگام، باشگاه فوتبال ساوت‌همپتون، باشگاه فوتبال آرسنال، باشگاه فوتبال ردینگ، و باشگاه فوتبال ساوت‌همپتون اشاره کرد.